# 搅团
搅团是中国西北地区尤其是陕甘宁人民极为喜爱的小吃，用料的不同分为荞面搅团、玉米搅团、洋芋搅团。搅团的吃法有很多著名的就是“水围城”
和“漂鱼儿”。
相传搅团是在三国时期由诸葛亮所创，最初的名字是叫“水围城”。